# Les Tricheurs
Les Tricheurs is een Franse dramafilm uit 1958 onder regie van Marcel Carné. Destijds werd de film uitgebracht onder de titel Zondaars in spijkerbroek. De film was een groot succes aan de kassa, met meer dan vijf miljoen bezoekers in Frankrijk, en werd bekroond met de Grand prix du cinéma français 1958.

## Verhaal
Bob Letellier is een rijkeluiszoontje dat natuurkunde studeert in Parijs. Hij leert Alain kennen, die hem introduceert in de existentialistische milieus van Saint-Germain-des-Prés. Bob wordt uitgenodigd op een feestje en wordt de minnaar van de rijke Clo.

## Rolverdeling
| Acteur             | Personage                                |
| ------------------ | ---------------------------------------- |
| Pascale Petit      | Mic                                      |
| Andréa Parisy      | Clo                                      |
| Jacques Charrier   | Bob Letellier                            |
| Laurent Terzieff   | Alain                                    |
| Jean-Paul Belmondo | Lou, een lid van de bende nietsnutten    |
| Dany Saval         | Verloofde van Bernard                    |
| Alfonso Mathis     | Peter                                    |
| Pierre Brice       | Bernard                                  |
| Jacques Marin      | Mijnheer Félix                           |
| Dominique Page     | Nicole                                   |
| Gabrielle Fontan   | de hospita van Mic                       |
| Jacques Perrin     | een lid van de bende nietsnutten         |
| Guy Bedos          | Claude, een lid van de bende nietsnutten |